# Amtrac (Musiker)
Caleb Cornett (* 19. Mai 1987 in Morehead, Kentucky, USA) besser bekannt unter Amtrac, ist ein US-amerikanischer Songwriter, Produzent und DJ.

## Karriere
Cornett wurde in Morehead im Bundesstaat Kentucky geboren und lebt mittlerweile in Louisville. Er steht bei der Agentur Super Music Group in Miami unter Vertrag. Sein erstes Musikvideo mit dem Titel "Came Along" debütierte im Oktober auf dem Fernsehsender MTV.
Amtrac trat im Jahr 2013 am Detroit Electronic Music Festival, dem Forecastle Festival und dem Osheaga Festival auf. Im selben Jahr veröffentlichte er den Remix von Kaskades Single "Atmosphere". Der Remix erschien bei Ultra Records. Auf der Tour von Kaskade spielte Amtrac unter anderem im Barclay's Center in New York, in der American Airlines Arena in Miami oder dem Navy Pier in Chicago.

## Diskographie

### Singles
- In Love (2010)
- Why You Look So Blue (2010)
- Emergency (2011)
- Feel Good (2011)
- Overtime (2011)
- Fear (2011)
- Midnight (with Jenna O’ Gara) (2011)
- E.T.F. (2011)
- Wild West (2012)
- How Can She (2013)
- The Scheme (2013)
- Walkin (2013)
- Don’t Know (2014)
- Primal (2014)
- Undefeated (2014)
- Those Days (2014)
- Yep (with Kaskade) (2014)
- Hyperspace (with Kastle) (2014)

### EPs
- WHY (2010)
- Emergency" (2011)
- Fear (2011)
- Covers (2013)
- Lost in Motion (2016)

### Alben und Mixtapes
- Came Along (2011)
- Hey There Kiddo (Free Mixtape) (2012)
- Oddyssey (2020)

### Remixes
- Ellie Herring – What To Know (Amtrac Remix)
- Treasure Fingers – It’s Love (Amtrac Remix)
- Oskar – Somebody (Amtrac Remix)
- Kreap – Housebreak (Amtrac Remix)
- Brass Knuckles – Lie To You (Amtrac Remix)
- Snakadaktal – Dance Bear (Amtrac Remix)
- Telephoned – Last Time (Amtrac Remix)
- Viceroy Feat. Ghost Beach – While Were in Love (Amtrac Remix)
- Milwaukee – Alone (Amtrac Remix)
- Azari & III – Lost in Time (Amtrac Remix)
- Ellie Goulding – Without Your Love (Amtrac Remix)
- Wretch 32 Feat. Shakka – Blackout (Amtrac Remix)
- The Knocks Feat. St. Lucia – Modern Hearts (Amtrac Remix)
- Toyboy & Robin – Jaded (Amtrac Remix)
- The Pass – Without Warning (Amtrac Remix)
- Two Door Cinema Club – Handshake (Amtrac Remix)
- Kaskade – Atmosphere (Amtrac Remix)
- Kill the Noise Feat. Brillz & Minxx – Saturn (Amtrac Remix)
- The Swiss – Kiss to Kiss (Amtrac Remix)
- Duke Dumont Feat. A M E – Need U (100%) (Amtrac Remix)
- Client Liaison – Free of Fear (Amtrac Remix)
- ZHU – Faded (Amtrac Remix)
- Tough Love – Dreams (Amtrac Remix)
- RAC Feat. Matthew Koma – Cheap Sunglasses (Amtrac Remix)
- Shakka – When Will I See You Again (Amtrac Remix)
- Alesso Feat. Tove Lo – Heroes (Amtrac Remix)
- Axwell and Ingrosso – Something New (Amtrac Remix)